# Wild Weasel

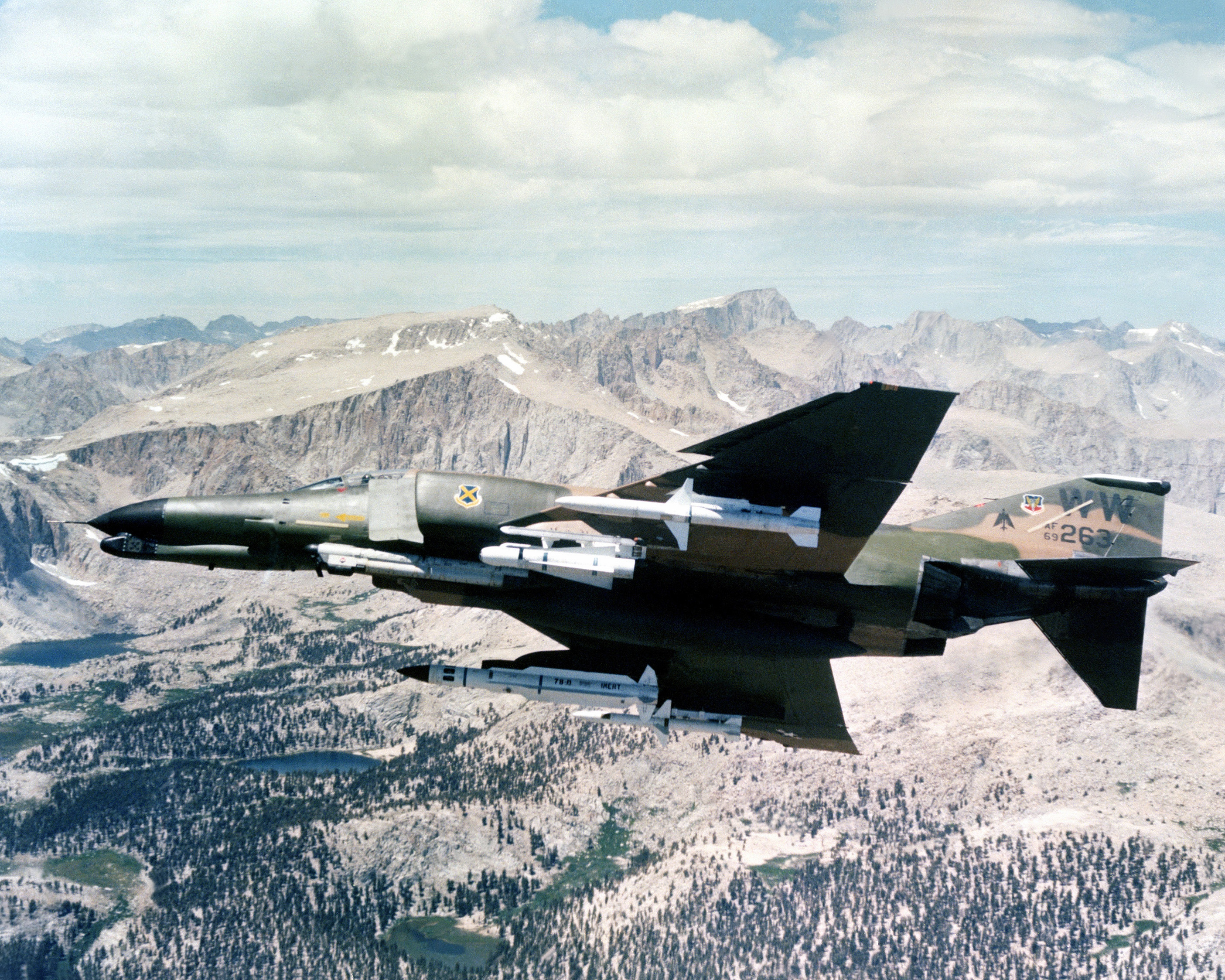
Un F-4G Phantom II Wild Weasel de l'USAF en 1981 avec une panoplie de missiles air-sol.

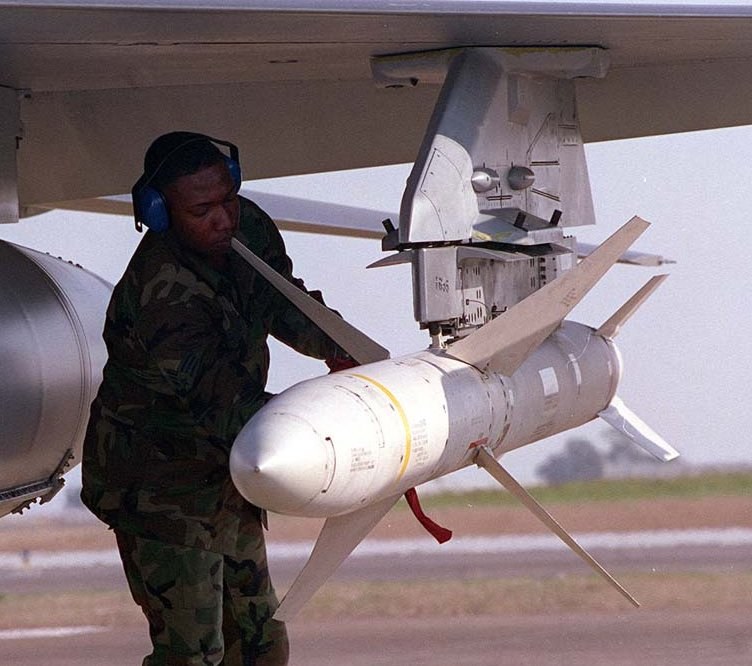
Un missile antiradar AGM-88 HARM accroché sous l'aile d'un avion de chasse.

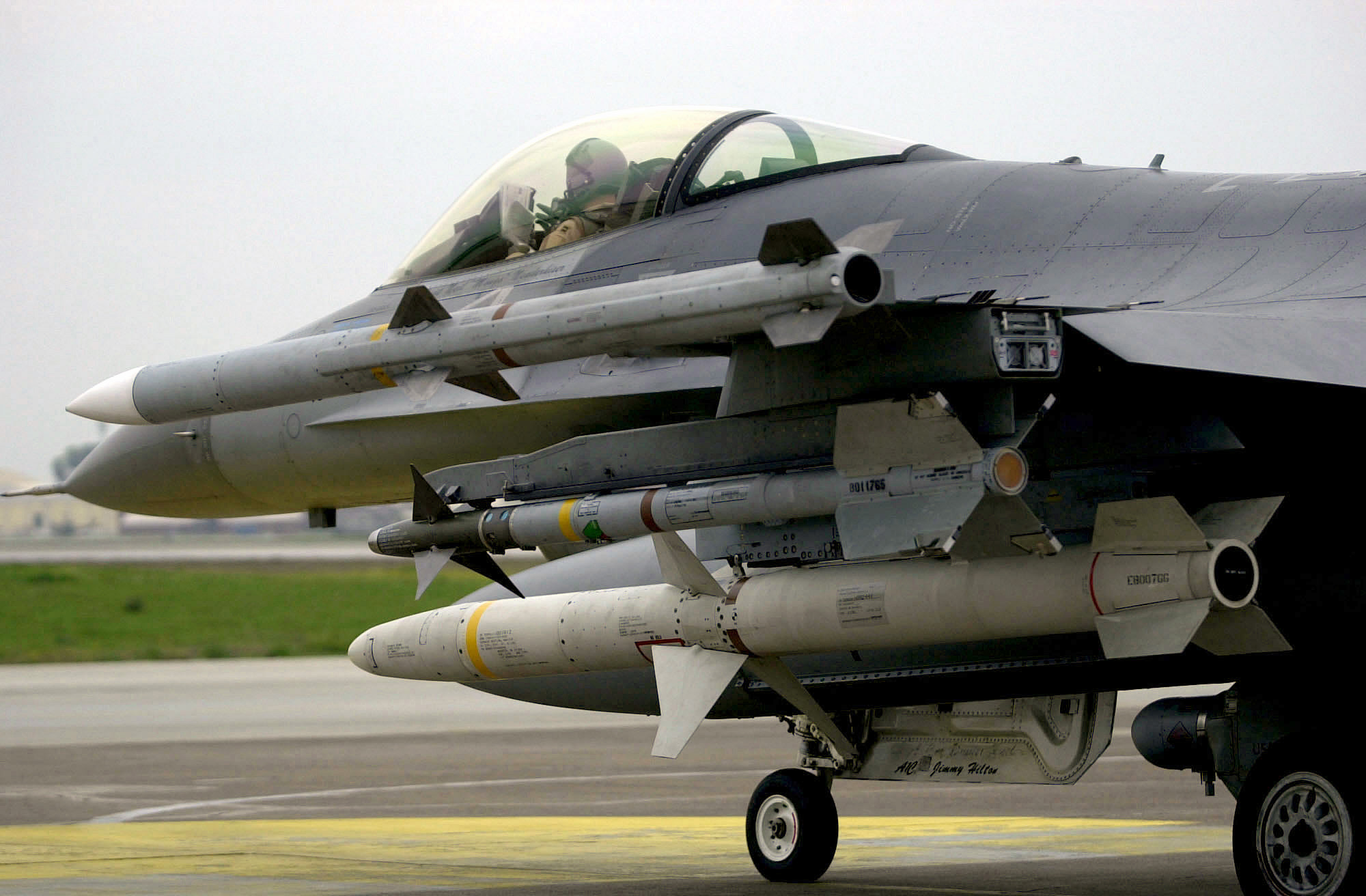
F-16 armé d'un AGM-88 HARM.

Wild Weasel (en français : belette sauvage) est le surnom donné aux avions de l'USAF chargés de la suppression des défenses aériennes de l'ennemi (en anglais Suppression of Enemy Air Defences (en) ou l'acronyme SEAD). Ce nom d'animal provient du projet éponyme, premier programme de conception d'avions de détection et de suppression des missiles SAM. Le code choisi à l'origine était Ferret (Furet), mais il a été changé car il avait déjà été utilisé pendant la Seconde Guerre mondiale par les avions de contremesures (ancêtre de la guerre électronique).
Ce type d'avion correspond à la doctrine d'emploi américaine qui vise à créer un appareil spécifique pour chaque tâche. De manière simplifiée, le travail des Wild Weasel est un rôle d'appât : il s'agit de pousser les défenses antiaériennes ennemies à émettre des ondes radar (illuminer) pour désigner l'avion. Ces émissions sont alors tracées jusqu'à leur source par le wild weasel ou ses équipes de soutien aérien, qui peuvent ainsi la localiser, la viser et la détruire. Une analogie simple est le jeu de cache-cache dans le noir, où il est possible d'allumer une lampe-torche pour chercher les autres joueurs. Mais cela révèle la position du joueur aux autres, qui peuvent ainsi le localiser rapidement.

## Historique

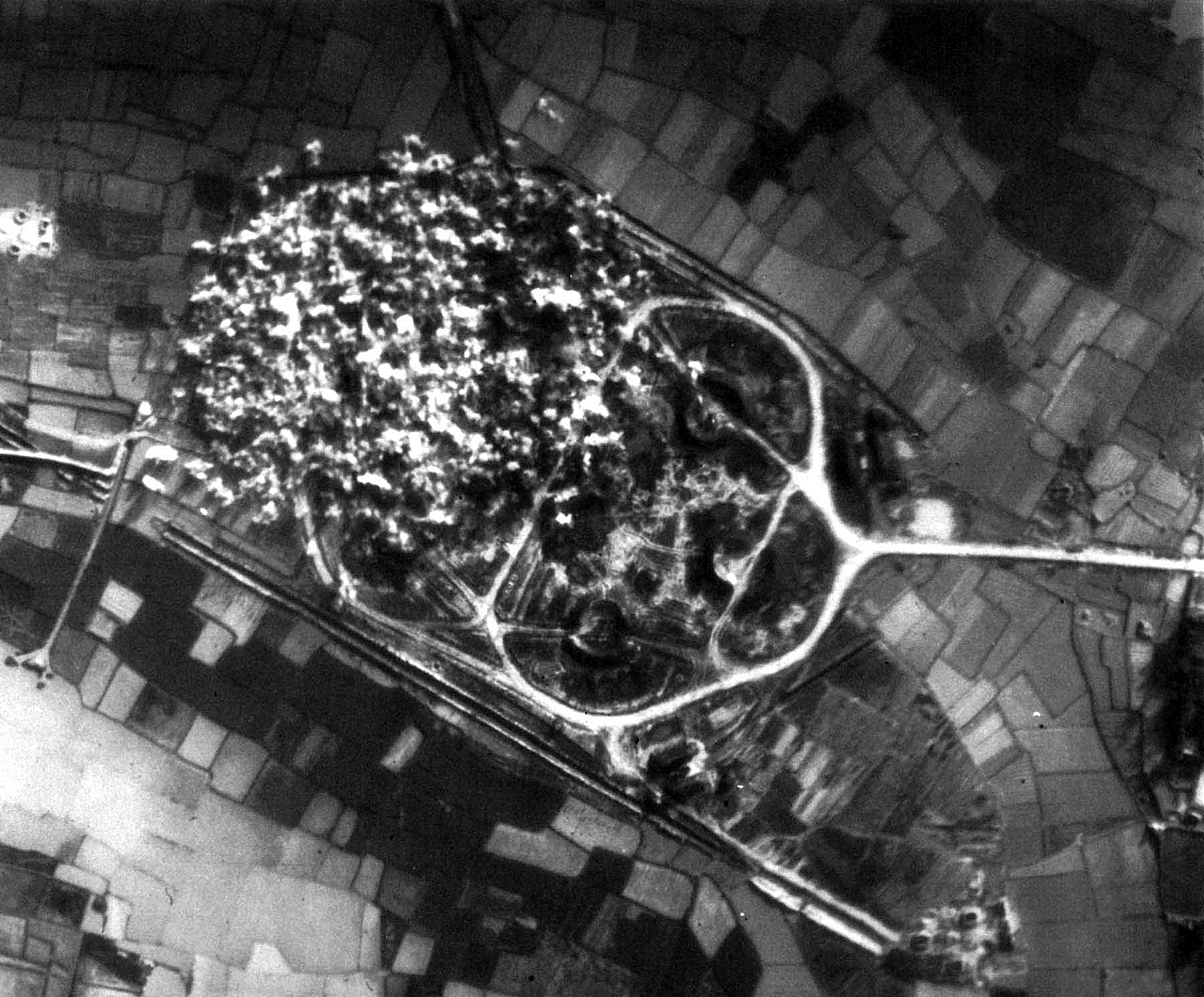
La moitié d'une batterie de missiles sol-air SA-2 touchée par des bombes à fragmentation CBU-24 larguées par un F-105 durant la guerre du Vietnam.

Le concept de Wild Weasel a été proposé initialement en 1965 au début de la guerre du Viêt Nam pour contrer les menaces croissantes de missiles sol-air nord-vietnamiens, grâce à des équipages volontaires utilisant le modèle F à deux sièges en tandem du F-100 Super Sabre équipé de missiles antiradar Shrike. Cependant, le F-100F Wild Weasel I avait une cellule dont le premier vol datait de 1956 et n'avait plus les performances requises pour survivre dans un environnement aussi menaçant.
C'est pourquoi ce rôle a été transféré au cours de l'été 1966 au EF-105F Thunderchief. Cet appareil était une bien meilleure plate-forme et disposait d'un radar plus moderne, d'un équipement de brouillage et d'un armement plus lourd dont la bombe à fragmentation CBU-24. Il a par la suite été remplacé par une version plus avancée : 61 F105F ont été convertis en F-105G Wild Weasels III.
Cependant, la production du F-105 a été arrêtée en 1964. L'usure prématurée des cellules destinées à cet usage et le besoin d'un appareil plus sophistiqué ont entraîné la conversion de 36 F-4C, renommés EF-4C Wild Weasel IV. Le F-4E, version plus avancée du Phantom, avec canon embarqué deviendra la base des Wild Weasel V. 106 F-4G ont été construits, avec un premier vol en 1975. Le service opérationnel a démarré en 1978. Cet appareil a pris part à la guerre du Golfe en 1991 et est resté en service jusqu'en 1996. Cela a été la dernière affectation opérationnelle du F-4.
Aujourd'hui, le rôle de Wild Weasel est assumé par les F-16CJ en service depuis 1993, utilisant les versions C/D et Block 50D de cet appareil dont la production a commencé en 1991.
Depuis 1985, le missile anti-radar utilisé par l'USAF et l'aéronavale de l'US Navy est l'AGM-88 HARM.
La variante Tornado ECR destinée aux missions SEAD était exploitée par l'armée de l'Air allemande et l'armée de l'Air italienne. La Royal Air Force a utilisé la variante GR4 pour mener des missions similaires en utilisant le missile ALARM, bien qu'elles aient été principalement utilisées dans le rôle d'interdiction/CAS. La RAF a retiré le missile ALARM en 2013 et le Tornado en 2019.
Le F-35 Lightning II devrait remplacer progressivement ces avions pour divers rôles air-sol, y compris SEAD, à partir de son introduction en 2016. Ses capacités furtives promettent une augmentation significative de l'efficacité contre les radars de défense aérienne, mais pour maintenir sa signature radar la plus basse, sa capacité de charge utile serait limitée aux baies d'armes internes, réduisant le nombre d'attaques de sites de missiles par sortie. Cependant, il peut transporter plus ou plus d'armes air-sol en interne que le F-22 et est plus avancé dans une capacité d'attaque au sol, ce qui en fait potentiellement l'avion le mieux équipé pour détruire les défenses aériennes ennemies sophistiquées.
Le 21 janvier 2008, l'USAF annonce avoir réussi le premier tir d'un missile antiradar depuis un engin cible QF-4 Phantom II qui était télécommandé depuis une station au sol à Holloman Air Force Base. Ce type d'application permettrait d'utiliser des appareils normalement voués à la destruction et limiterait l'exposition de pilotes embarqués.

## Tactique de mission

### Vision américaine

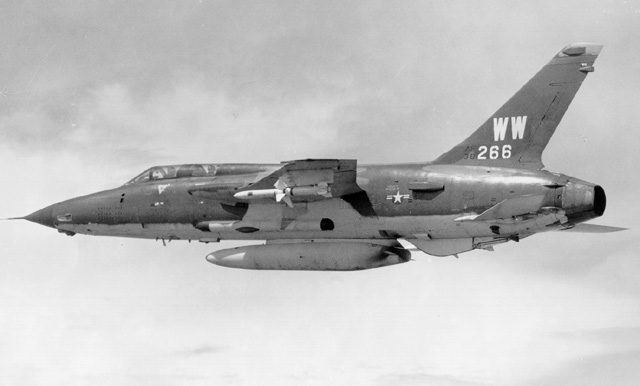
F-105G biplace emportant des missiles antiradar AGM-45 Shrike

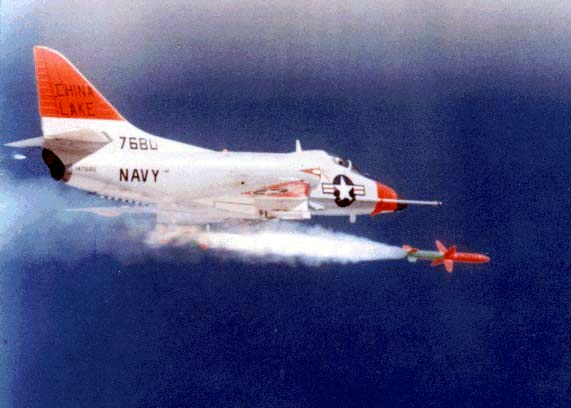
Tir d'essai d'un AGM-45 par un A-4 Skyhawk de l'United States Navy à Naval Air Weapons Station China Lake

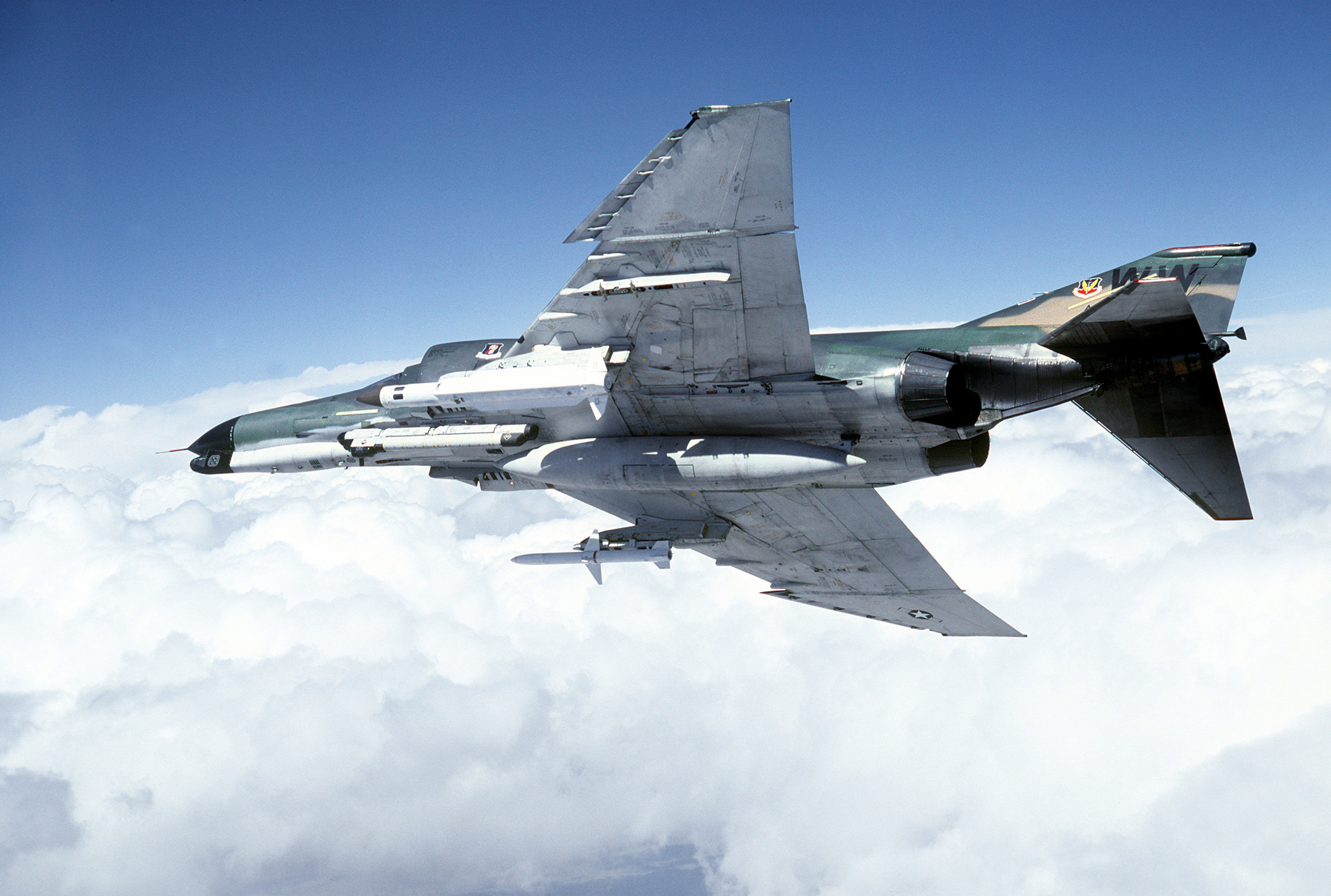
F-4G Phantom II Wild Weasel emportant un AGM-78 et un AGM-45

En 1966, au début de la guerre du Viêt Nam, les missions Wild Weasel étaient composées de 4 appareils : 3 F-105D, menées par un F-105F/G biplace. En place arrière de ce dernier, opérait un Officier Systèmes d'Armes (OSA) et ses récepteurs et analyseurs électroniques. Parfois, deux « F », chacun avec un ailier en « D » opéraient indépendamment.
La mission des Wild Weasel était de précéder les escadrilles de combat, nettoyant la route vers la cible des moyens radar surface-air, notamment des batteries de missiles SA-2. Ils quittaient la zone en dernier, retournant vers les bases aériennes thaïlandaises, parfois au bout de missions de plus de 3 heures et demie. Ces missions étaient remplies de plusieurs façons : soit en piquant agressivement vers les sites de défense aérienne, soit en tirant des missiles air-sol antiradar, soit enfin en localisant visuellement le site, afin d'y effectuer un bombardement de précision. Ces tactiques étaient dangereuses, car elles étaient effectuées sous le tir des canons anti-aériens, et sous la menace permanente des MiG.
Les F-105F n'utilisaient pas les brouilleurs radar, puisque leur but était de s'offrir comme cible afin de protéger les escadrilles de combat, et d'encourager le lancement de plusieurs SAM, dont le panache orange vif permettait une localisation précise aux bombardiers d'escorte.
Avec plusieurs missiles en approche visuelle, il était possible de plonger verticalement sous haut facteur de charge (break) afin de les éviter. Ne pas avoir le contact visuel sur des missiles approchant à trois fois la vitesse de croisière d'un avion de chasse ne pouvait avoir comme conséquence que la perte de l'appareil et l'échec de la mission.

### Vision française

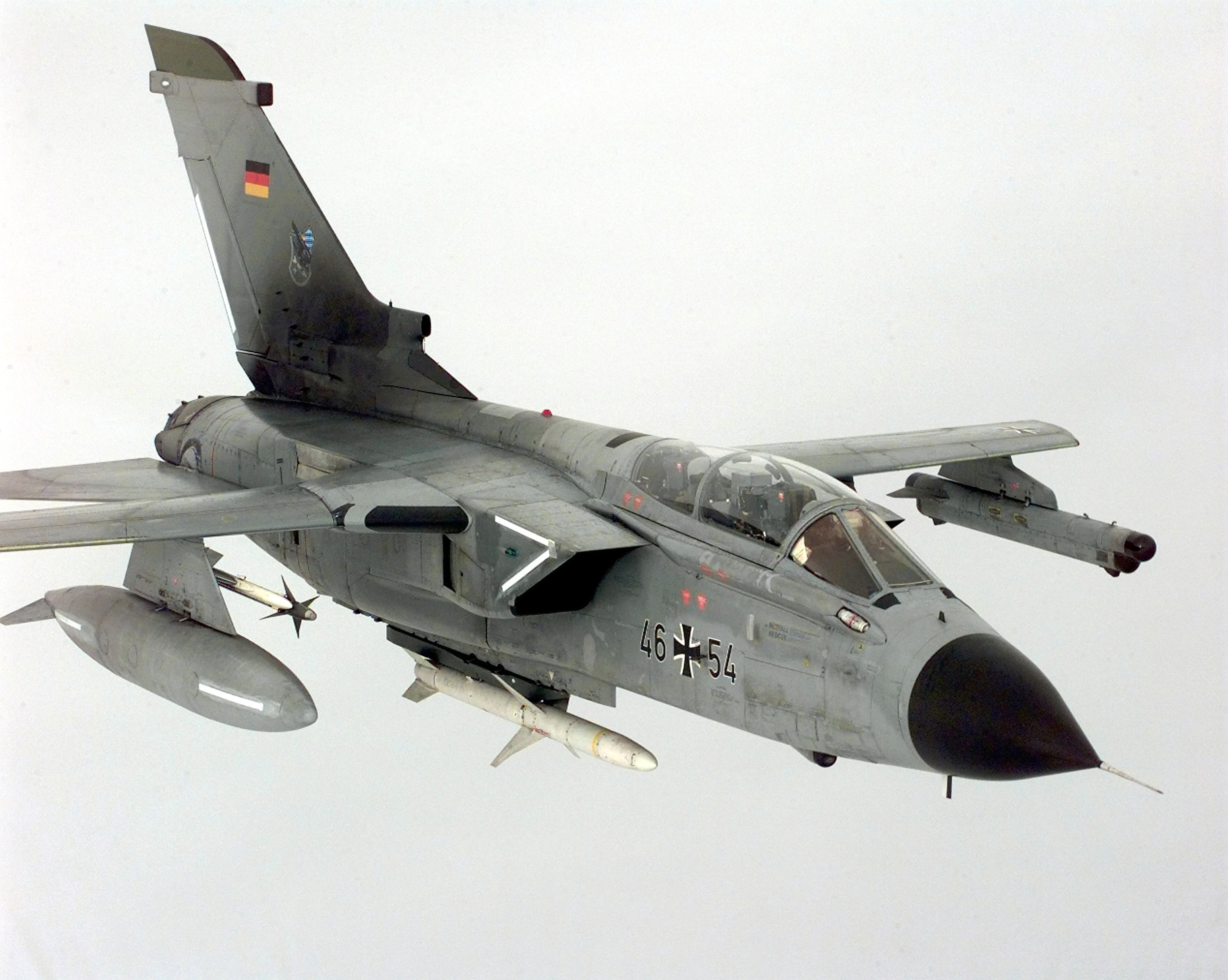
Un Tornado Wild Weasel de l'Armée de l'air allemande en 1999.

La politique française, en termes d'aviation militaire, est de favoriser la polyvalence de ses appareils. Dans le cadre de la lutte anti-radar, l'Armée de l'air française déploie des moyens classiques (bombes guidées laser, missiles air-surface) en collaboration étroite avec des renseignements d'origine électromagnétique. 
Cette politique d'emploi a été déployée avec succès, notamment durant la guerre du Kosovo.
Entre 1999 année de retrait du missile antiradar AS-37 Martel et  2016, l'Armée de l'air privée de missiles spécialisés abandonne ce type de mission, comptant sur les forces alliées pour combler ce déficit. 
Dans les années 2016 lors des exercices du Tactical Leadership Program (TLP) organisé par l'OTAN, l'Armée de l'air a réintégré la mission SEAD dans ses compétences en utilisant les ressources du système de guerre électronique SPECTRA allié au mode SAR (radar à ouverture synthétique calculant une image radar du sol) du radar RBE2 du Rafale qui permet de guider une munition non spécialisée (GBU ou AASM) sur les coordonnées de l'émission du radar de la défense ennemie.

### Vision soviétique/russe
L'Armée rouge, puis l'armée russe possèdent une vaste gamme de missiles destinés à la lutte antiradar, et ses vecteurs vont de l'intercepteur MiG-25BM au bombardier tactique Su-24MP emportant des missiles dérivés de missile air-air Kh-25, Kh-28 et Kh-58 aux bombardiers stratégiques Tu-95 Bear emportant un dérivé de l'énorme missile anti-navire Ks-11 et Tu-22M équipé des Kh-15P et KSR-5P

## Anecdote

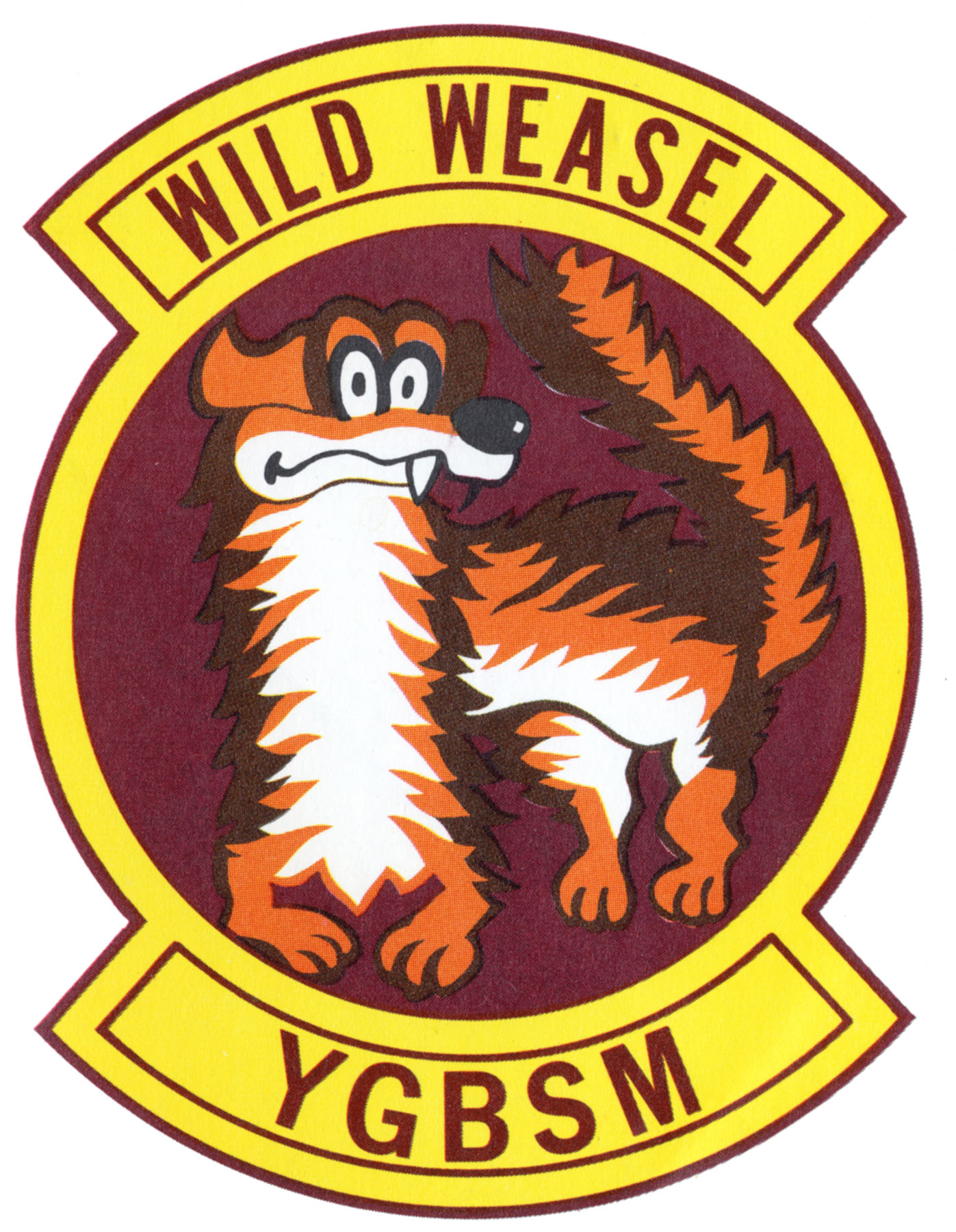
Ecusson Wild Weasel

La devise officieuse des Wild Weasel américains est (en anglais) YGBSM : « You Gotta Be Shittin' Me », ce qui peut se traduire par « Vous vous foutez de moi ». Selon la rumeur, telle aurait été la réponse du premier officier de guerre électronique Wild Weasel, quand on lui aurait décrit pour la première fois ce que sera sa mission.
Les missions étaient si dangereuses, et nécessitaient une telle cohésion dans les équipages, qu'avant de commencer leur tour d'opération, certains équipages fraîchement diplômés du Weasel College prenaient part à une parodie de mariage pilote-OSA.